# Flash (canção de Queen)
"Flash" é uma canção da banda britânica de rock  Queen. Escrita pelo guitarrista Brian May, "Flash" é a canção tema do filme de 1980 Flash Gordon. A trilha sonora lançada para coincidir com o filme continha apenas músicas compostas e executadas pelo Queen.
Existem duas versões da canção. A versão do álbum (" Flash Theme") é de fato o início do filme, com toda a caixa de diálogo da primeira cena. A única versão diálogo feições de várias partes do filme, o mais memorável, Brian Blessed personagem exclamando: "Gordon está vivo!" Esta versão foi também inclusa no Greatest Hits, coletânea de 1981.
Flash é cantada como um dueto entre Freddie Mercury e Brian May, com Roger Taylor adicionando as harmonias elevadas. May toca todos os instrumentos, exceto para a seção rítmica. Ele usou uma Bösendorfer Imperial Grand Piano (com 97 teclas em vez de 88, tendo uma oitava extra na gama baixa), Oberheim synth OBX (que ele toca no vídeo) e a sua lendária guitarra ,Red Special.

## Ficha técnica
Banda
- Freddie Mercury - vocais
- Brian May - vocais, guitarra, piano, sintetizadores e composição
- Roger Taylor - bateria e vocais de apoio
- John Deacon - baixo